# (3149) Okudzhava
(3149) Okudzhava (1981 SH) – planetoida z pasa głównego asteroid okrążająca Słońce w ciągu 3,37 lat w średniej odległości 2,25 au. Odkryta 22 września 1981 roku.